# Taboga
Taboga é uma Ilha,na Baía do Panamá, acessível por barco da cidade do Panamá à, aproximadamente, 50 minutos.
Taboga é uma ilha tropical com temperaturas que variam de 20 a 25 ºC (70 a 80 ºF).